# Avelãs de Caminho
Avelãs de Caminho é uma povoação portuguesa sede da Freguesia de Avelãs de Caminho do Município de Anadia, freguesia com 6,45 km² de área e 1294 habitantes (censo de 2021), tendo, por isso, uma densidade populacional de 200,6 hab./km².

## História
A antiga vila e burgo de Avelãs do Caminho documenta-se desde tempos anteriores à fundação da nacionalidade. Foi durante séculos sede de um pequeno município. Do ponto de vista religioso, estava integrada na freguesia de São Vicente de Sangalhos. São relevantes as seguintes referências :
- 1064 - A vila rústica que pertencera a um certo Elias Exalaba, localizada in Sangalios, estava integrada no património do mosteiro da Vacariça; esta vila localizava-se junto a Avelãs de Baixo, ou Avelãs do Caminho, se é que não correspondia à própria vila rústica de Avelãs de Baixo, e está na origem do topónimo Enchava.

- 1132 - Primeira referência inequívoca a Avelãs de Baixo ("Auelanas de Iusanas").

- 1220 - Avelãs de Baixo estava integrada na freguesia de Sangalhos e possuía um paço de pernoita da casa real. Por ali passava agora a estrada coimbrã, isto é, o caminho que viria a estar na origem do novo nome: "Avelãs do Caminho".[4]

- 1328 - Avelãs do Caminho era já sede de um pequeno município, sem termo para além do próprio "burgo"; vários documentos ao longo do século XIV dão notícia do concelho, juiz, vereadores, procurador do concelho e homens bons do município de Avelãs do Caminho.

- 1427 - Avelãs do Caminho era uma das cinco povoações dentro dos limites do actual distrito de Aveiro que tinham a obrigação de ter besteiros do conto.

- 1514 - Avelãs do Caminho recebeu foral novo outorgado por Dom Manuel I.[5]

- 1587 - Avelãs do Caminho tinha 80 agregados familiares e passou a ter missa na sua igreja de Santo António todos os domingos e dias santos; os moradores continuariam a deslocar-se à igreja matriz de São Vicente de Sangalhos por ocasião das festas principais.[6]

- 1721 - A igreja de Santo António de Avelãs do Caminho ainda era "anexa e felial" da igreja de São Vicente de Sangalhos.

- 1779 - A igreja de Santo António começou a ter livros próprios para o registo de baptismos, casamentos e óbitos.

Até ao primeiro terço do século XIX, existiu em Avelãs do Caminho uma companhia de ordenanças que fazia parte da capitania-mor de Sangalhos.
No âmbito das reformas do século XIX, as ordenanças foram extintas e bem assim a maioria dos pequenos municípios. O velho concelho de Avelãs do Caminho deu origem a uma freguesia civil, integrada desde o início no concelho (atual município) de Anadia. Nessa mesma época, a paróquia ficou também completamente autonomizada da paróquia de Sangalhos.

## Topónimo
A primeira referência escrita a "Avelãs" (na forma "avellanas") pode ler-se num documento datado de 11 de Março de 934 , onde se faz a divisão do património de Guterre Mendes, filho de Hermenegildo Guterres, conde de Coimbra. De onde lhe vem esse nome?
Segundo relata o Padre António Nogueira Gonçalves no seu Inventário Artístico de Portugal , depreende-se que avelanas “deveria ter sido o nome da região baixa daquela ribeira que, vinda de nascente das alturas do Boialvo, vai afluir ao Cértoma pela margem direita «ubi se avelanas infundit in certoma», relata-nos um documento de 1064 (Inventário dos bens pertencentes ao Mosteiro da Vacariça), dela tomando nome as duas actuais sedes de freguesia [Avelãs de Caminho e Avelãs de Cima] e o pequeno curso fluvial”.
Por vezes pensa-se que que a região fosse densamente povoada de aveleiras, o que ocasionaria que aquele curso fluvial (Ribeiro da Serra da Cabria) adquirisse o nome “avelanas”.
Contudo, não há evidências de que assim tenha sido. Fernando Almeida  nos seus estudos de toponímia, refere-se assim ao topónimo avelã:
"O significado dos nomes dos sítios que geralmente se faz deve ser repensado, compreendendo que na maior parte dos casos esses nomes são de grande antiguidade e as palavras que lhes deram origem já se não usam nos nossos dias. Por isso a semelhança entre os nomes dos sítios e palavras atuais da nossa língua é quase sempre enganadora. O exemplo que vou dar, ainda que simples, ou por isso mesmo, ajuda a perceber a situação. É bom de ver que o topónimo Avelã não tem qualquer relação com árvores ou arbustos fruteiros. De facto o topónimo Avelã ou as suas variantes – Avelão, Avelãs, Abelã – deve ter nascido da existência de um poço, que em fenício se diz Ab ou Av junto do qual se parava em viagem para descansar ou pernoitar – em fenício ln. Assim, de Av lan ou Ab lan se formou o topónimo Avelã e suas variantes, com o significado genérico de paragem do poço ou dormida do poço. Deve portanto tratar-se de local por onde passavam antigos caminhos com alguma importância."
Esta tese encaixa perfeitamente naquilo que se sabe sobre a história antiga da povoação, visto que existiu, na Idade Média, um Paço utilizado para pernoita da Comitiva Real nas suas viagens entre o norte e o sul do território.
Na carta de couto para Barrô, dada a 14 de Fevereiro 1132 por D. Afonso Henriques ao Bispo de Coimbra D. Bernardo, Avelãs de Caminho aparece pela primeira com a designação avelanas deiusanas (Avelãs de Jusão [ou de Baixo]), distinguindo-se assim da povoação homónima, Avelãs de Cima. 
No trecho que se apresenta de seguida podem ler-se as confrontações daquele couto:  
“(…) et inde quomodo diuiditur agualata cum sangalios et inde quomodo diuiditur agualata cum auelanas deiusanas et inde quomodo diuiditur agualata cum auellanas desusanas et inde quomodo diuiditur ista agalata cum agulata de susana (…)”. 
Leitura
"(...) e ainda como confronta Aguada [de Baixo] com Sangalhos, e ainda como confronta Aguada [de Baixo] com Avelãs de Jusão e ainda como confronta Aguada com Avelãs de Cima e ainda como confronta esta Aguada [de Baixo] com Aguada de Cima (...)"
Mais tarde, a designação "de Baixo" evoluiu para "do Caminho", pelo facto de se ter verificado uma alteração no traçado da principal via que atravessava o país de norte a sul: a antiga via militar romana que ligava Braga a Lisboa. Inicialmente, aquela via atravessava Sangalhos, mas no século XII passou a cruzar Avelãs de Caminho, tendo sido entretanto rebatizada de Estrada Real.

## Demografia
A população registada nos censos foi:
| Distribuição da População por Grupos Etários | Distribuição da População por Grupos Etários | Distribuição da População por Grupos Etários | Distribuição da População por Grupos Etários | Distribuição da População por Grupos Etários |
| -------------------------------------------- | -------------------------------------------- | -------------------------------------------- | -------------------------------------------- | -------------------------------------------- |
| Ano                                          | 0-14 Anos                                    | 15-24 Anos                                   | 25-64 Anos                                   | > 65 Anos                                    |
| 2001                                         | 204                                          | 144                                          | 635                                          | 253                                          |
| 2011                                         | 180                                          | 120                                          | 665                                          | 287                                          |
| 2021                                         | 128                                          | 135                                          | 687                                          | 344                                          |

## Património
- Igreja de Santo António (matriz)
- Capela do Senhor dos Aflitos
- Moinhos da Quebrada, Moinho da Rua de Trás, Moinho das Nogueiras (demolido) e Moinho Novo